# Pat Sajak
Pat Sajak (pronunciado en inglés /'seɪ.dʒæk/; nacido como Patrick Leonard Sajdak  el 26 de octubre de 1947) es una personalidad de televisión, ex-meteorólogo, y presentador de talk shows estadounidense, más conocido como el presentador de Wheel of Fortune, un famoso programa de concursos en la televisión estadounidense.

## Inicios
Sajak, el hijo de un capataz de camiones de origen polaco, nació en 1946 y fue criado en Chicago, Illinois. Su madre, Joyce, volvió a casarse luego, con Walter Backal. Se graduó de la Farragut Career Academy en 1965, y luego procedió a inscribirse en la universidad Columbia College Chicago, mientras trabajaba como secretario de escritorio en el hotel The Palmer House Hilton en el centro de Chicago.

## Carrera

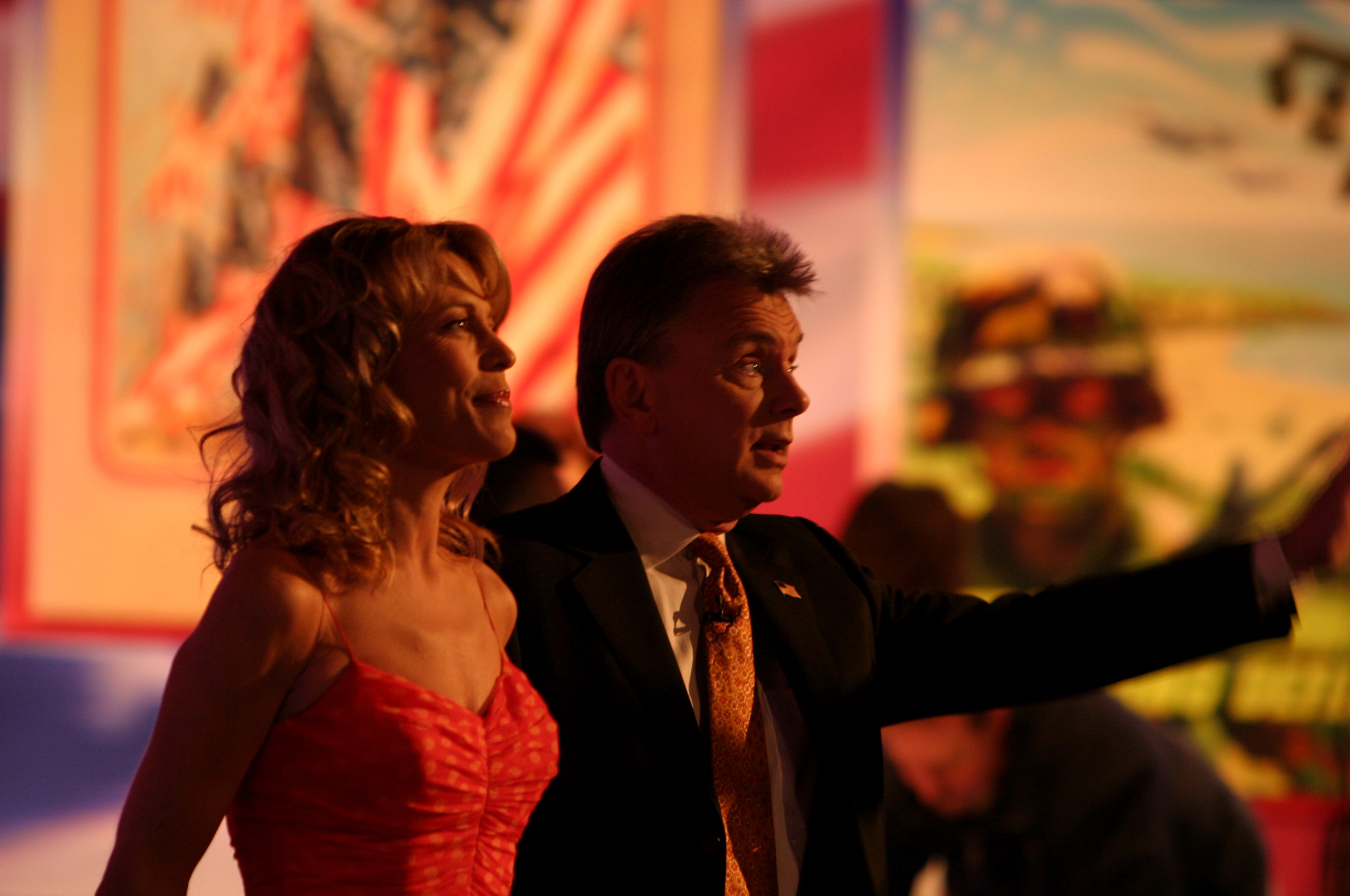
Pat Sajak y Vanna White de "Wheel of Fortune" se dirigen a la audiencia del estudio durante una grabación del popular programa de juegos en Sony Entertainment Studios en Los Ángeles el 8 de febrero.

Sajak ganó un concurso para ser un deejay invitado en el programa The Dick Biondi Show de WLS Radio. Mientras asistiendo a Columbia College Chicago, su instructor en radiodifusión, Al Parker, le dijo que la emisora local WEDC fue en busca de un periodista. Sajak aplicó para el trabajo y fue contratado para trabajar desde medianoche hasta las 6:00. En 1968, Sajak unió al Ejército de los Estados Unidos, y fue enviado a Vietnam, donde logró Adrian Cronauer como el disk jockey primario en American Forces Network, la cadena de radio de las Fuerzas Armadas de los Estados Unidos. En 1975, comenzó trabajar como un disk jockey en la emisora de 500,000 vatios WSM-AM en Nashville; en ese tiempo WSAM fue emitir música pop durante el día, con Sajak como la personalidad de la tarde para el intervalo de tiempo desde las 15:00 hasta las 17:00. Sajak trasladó a Los Ángeles a finales de los 1970 para buscar trabajo, y respondió por teléfono en numerosos hoteles mientras en busca de trabajo. Más tarde, en 1977, KNBC-TV en Los Ángeles fue en busca de un meteorólogo, y descubrió Sajak trabajando para otro afiliado de la NBC, WSMV-TV en Nashville. Sajak aceptó la solicitud de KNBC para ser un meteorólogo de jornada completa para la estación.
En 1981, Merv Griffin preguntó Sajak si estaría interesado en hacerse cargo de los deberes como presentador de Wheel of Fortune, que antes de ese tiempo había sido presentado por Chuck Woolery. Sin embargo, Fred Silverman, entonces el presidente y CEO de la NBC, rechazó su contratación, reclamando que fue demasiado local, y Griffin respondió al imponer una moratoria en grabaciones nuevas hasta que Sajak fue contratado. La cuestión llegó a ser discutible cuando Silverman fue despedido debido a fracasos repetidos sobre programación y reemplazado por Brandon Tartikoff. Sajak, que ya había presentado pocos pilotos de concursos, aceptó la posición. Presentó tanto la versión diurna en NBC y la versión sindicada al mismo tiempo desde 1983 hasta 1989, y continua presentando la segunda versión a partir de 2011.
Tuvo un papel menor como un presentador de noticias en Búfalo, Nueva York en la película de comedia de 1982 Airplane II: The Sequel. Cuando su talk show nocturno se estrenó por la CBS en enero de 1989, dejó la versión diurna de Wheel, y fue reemplazado en esa versión por Rolf Benirschke, un pateador anterior para los San Diego Chargers. Sajak apareció como una estrella invitada en varios concursos, incluyendo Password Plus, Super Password, Dream House y Just Men!
Su talk show nocturno en la CBS, The Pat Sajak Show, se emitió desde el 9 de enero de 1989 hasta el 13 de enero de 1990. Más tarde se convirtió en un invitado frecuente en el programa de entrevistas Larry King Live emitido por CNN, durante las ocasiones en que King fue incapaz de presentar. Sajak también apareció como un sustituto frecuente para Regis Philbin en su programa sindicado, Live with Regis and Kelly. También presentó un programa, Pat Sajak Weekend, que se emitió por Fox News Channel en 2003. Más recientemente, comenzó presentar The Pat Sajak Baseball Hour, un programa sindicado en la radio con entrevistas sobre deportes.
Sajak es un director externo en el editorial conservador Eagle Publishing, y es un miembro de la junta directiva de Hillsdale College en el sur de Míchigan, donde actualmente sirve como el vicepresidente. Ha escrito para Human Events y servido en la junta directiva de Claremont Institute.
En 1983, Sajak apareció como Kevin Hathaway en Days of Our Lives, una telenovela diurna de la NBC.
En 1993, Sajak apareció como sí mismo en la serie animada Rugrats en Nickelodeon.
En 1997, Sajak y su copresentadora en Wheel, Vanna White, hicieron una broma del pescado de abril cuando aparecieron como concursantes en una edición del programa con Alex Trebek como el presentador. Las ganancias de ambos fueron donadas a caridad (Sajak eligió Boy Scouts of America, mientras White eligió la Asociación Americana del Corazón). En cambio, Sajak presentó un episodio regular de Jeopardy! en vez de Trebek. También apareció a principios de un episodio emitido el 1 de abril de 2010, junto con Jeff Probst y Neil Patrick Harris.
A mediados de noviembre de 2009, Sajak comenzó trabajar como el portavoz nacional de BigCityDeals.com, que actualmente es llamado Voomerang.com.
Sajak comenzó escribir para The National Review Online en 2010. En su primer mensaje, cuestionó si los funcionarios públicos deberían ser permitidos a votar en cuestiones que les beneficiarían directamente.

## Vida personal
Sajak está divorciado de su primera esposa, Sherrill, y está actualmente casado en segundas nupcias con su segunda esposa, Lesly Brown, una fotógrafa, con la que tiene un hijo, Patrick Michael James Sajak (nacido el 22 de septiembre de 1990), y una hija, Maggie Marie Sajak (nacida el 5 de enero de 1995). La pareja divide su tiempo entre Severna Park, Maryland y Manhattan Beach, California.
Sajak es un fanático ávido de hockey de la National Hockey League, y ha sido un poseedor de abono para los Washington Capitals desde la temporada de la NHL de 2005-2006. Antes de eso, fue un poseedor de abono de Los Angeles Kings desde la temporada de NHL de 1988-1989, cuando era un gran fanático de Wayne Gretzky y Luc Robitaille. Todavía asiste a juegos en Los Ángeles, y también en otras ciudades, y personalmente estima que asiste a más que 50 juegos en vivo de temporadas regulares por año. También ha asistido a cada uno de los primeros tres NHL Winter Classics.
En 2005, Sajak se convirtió en un investor en la Golden Baseball League, una liga independiente de béisbol profesional con equipos en California, Arizona, Nevada, Utah, Alberta, Columbia Británica, y Baja California. Sajak es un fanático de los Baltimore Orioles, y aún apareció como un invitado en un juego de entrenamiento en marzo de 2011.
Sajak es un partidario activo de causas políticas relacionadas con conservadurismo en los Estados Unidos y ha escrito una serie de columnas para Human Events, una revista conservador. Según NEWSMEAT, Sajak ha donado más que $17,000 a candidatos y comités electorales asociados con el Partido Republicano de los Estados Unidos. Sajak es también un bloguero regular en el blog conservador ricochet.com. Sajak es destacado en Mount Vernon, la residencia de George Washington, en donde protagonizó en un cortometraje explicando las atracciones del museo a las turistas.